# Версхор, Рихард
Рихард Бастиан Версхор (нидерл. Richard Bastian Verschoor, род. 16 декабря 2000, Беншоп, Нидерланды) — нидерландский автогонщик. В сезоне 2023 года выступает в Формуле-2 за команду Van Amersfoort Racing.

## Карьера

### Картинг
Рихард Версхор начал свою карьеру в картинге в 2011 году, где в 2014 году выиграл Трофей Академии FIA. В 2014 году занял второе место в Rotax Euro Challenge, а в 2015 году выиграл чемпионат Германии по картингу.

### Формульные гонки
В сезоне 2016 года Версхор был переведен в чемпионат Северноевропейской Формулы-4, где сразу завоевал титул, одержав десять побед, и был принят в молодёжную программу Red Bull Junior Team. 
В сезоне 2017 года Версхор стартовал в Еврокубке Формулы-Рено. Поскольку сезон закончил на девятом месте, его исключили из программы поддержки. 
В сезоне 2018 года стартовал в GP3 за команду MP Motorsport с шестого этапа, где заменил Дориана Бокколаччи. Версхор закончил сезон на 15-м месте с 30 очками. В сезоне 2019 года Версхор снова стартовал в Формуле-3 за команду MP Motorsport и закончил сезон 13-м в общем зачёте с 34 очками. и выиграл Гран-при Макао. В сезоне 2020 года Версхор в третий раз выступил в Формуле-3 и завершил сезон на девятом месте с одним подиумом и 69 очками. 
В сезоне 2021 года Рихард Версхор перешёл в Формулу-2 и продолжил выступать за MP Motorsport. 
Версхор снова продолжил выступать в Формуле-2 в сезоне 2022 года, перейдя в команду Trident. В сезоне Формулы-2 2023 года Версхор перешёл в команду Van Amersfoort Racing.